# Korsze

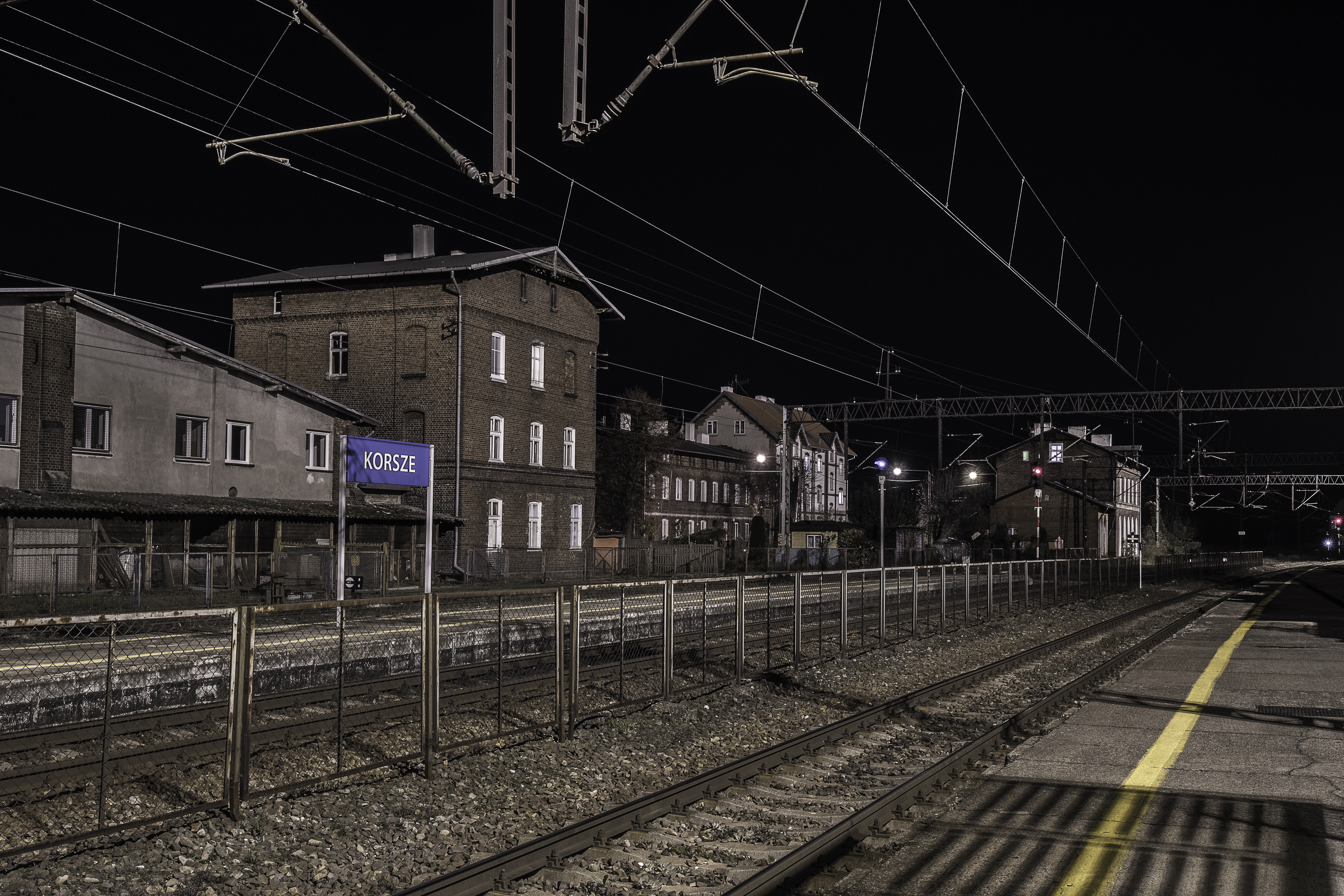
Dworzec w Korszach

Korsze (dawniej Korszyn, niem. Korschen, prus. Karsi) – miasto w Polsce, w woj. warmińsko-mazurskim, w powiecie kętrzyńskim, siedziba gminy miejsko-wiejskiej Korsze.
Pod względem historycznym Korsze leżą w Prusach Dolnych, na obszarze dawnej Barcji, a także na Mazurach.
Według danych GUS z 1 stycznia 2024 r. Korsze liczyły 3934 mieszkańców. W Korszach znajduje się węzeł kolejowy, kościół rzymskokatolicki, cerkiew prawosławna i dwa cmentarze.

## Historia

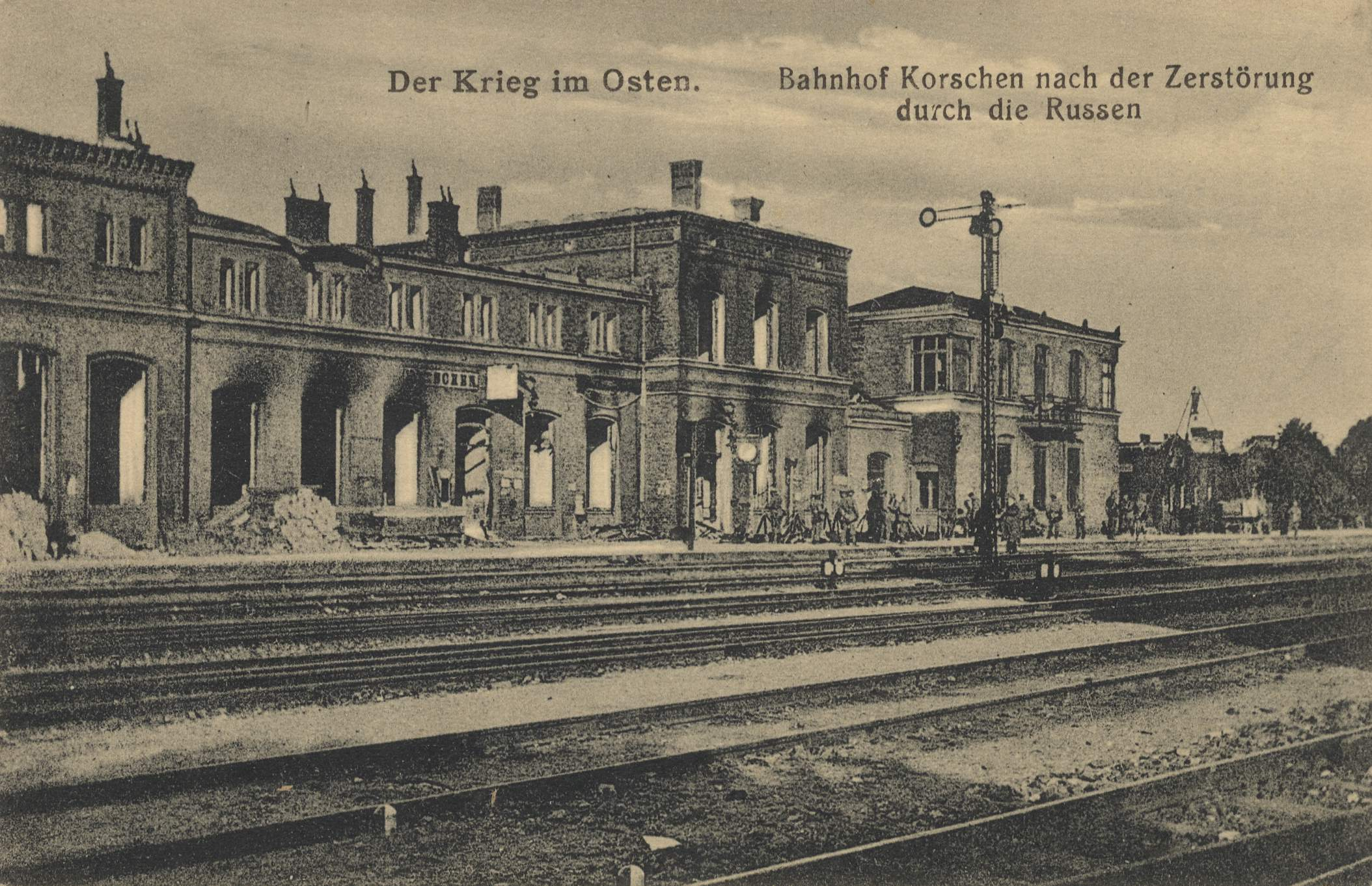
Dworzec w Korszach zniszczony w czasie I wojny światowej

Miejscowość została założona w XV w. Do początku XIX w. Korsze były majątkiem ziemskim, rozwój związany był z powstaniem węzła kolejowego na przecięciu dwóch najstarszych w Prusach Wschodnich linii kolejowych (Królewiec – Ełk, Toruń – Wystruć). W 1890 powstała najstarsza z trzech wież ciśnień. W 1903 oddano do użytku kościół katolicki, a w kolejnym roku kościół ewangelicki.

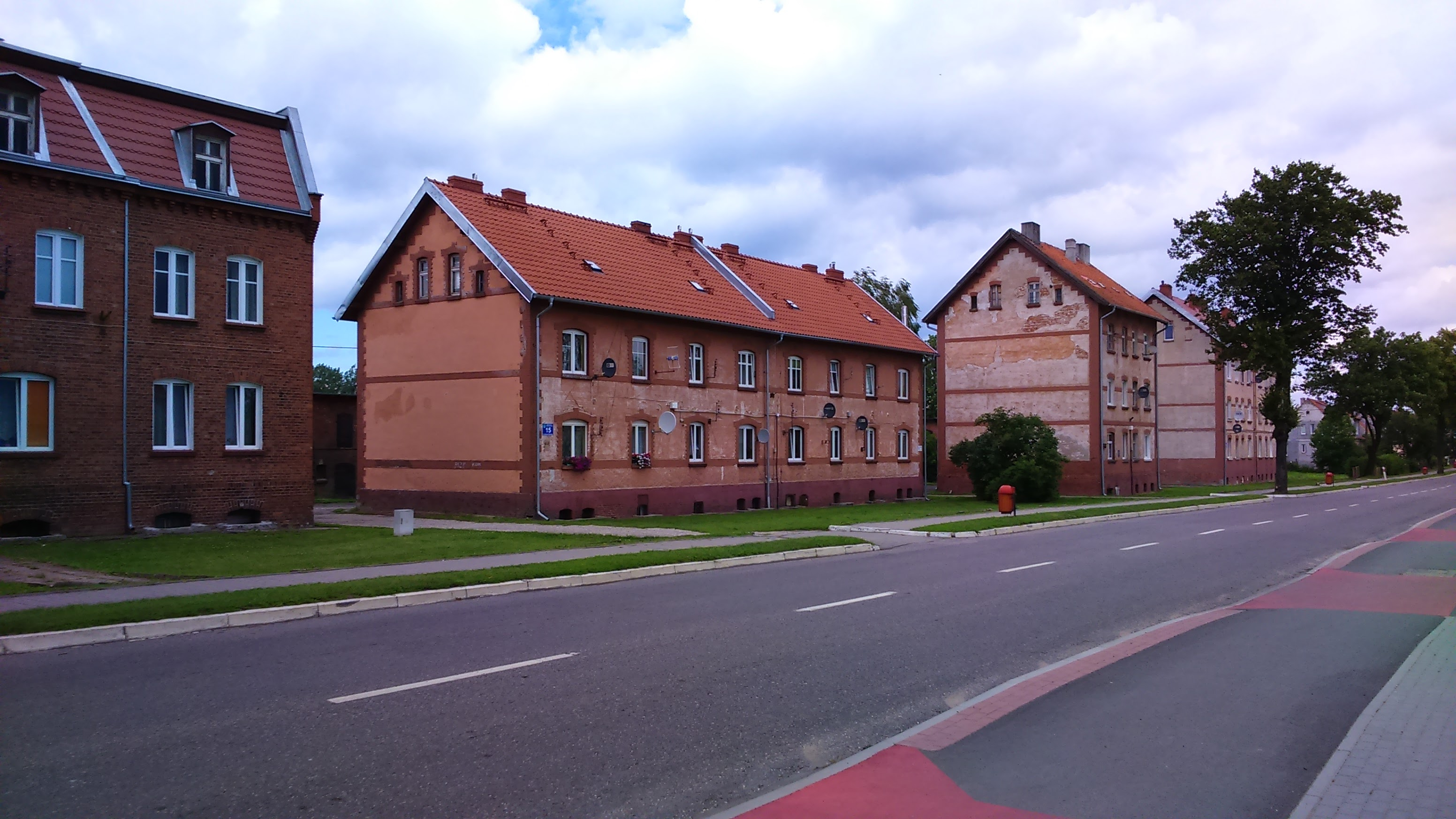
Dawne osiedle kolejarzy – fragment

Po zakończeniu drugiej wojny światowej wskutek spowodowanych nią zmian terytorialnych miejscowość weszła w skład Polski. W 1945 przejęta została przez administrację polską, a większość jej mieszkańców wysiedlono do Niemiec. Przez krótki okres używana była nazwa Korszyn, która uległa ostatecznie modyfikacji do obecnej formy.
Prawa miejskie Korsze uzyskały 18 lipca 1962.
Od 1946 miejscowość przynależała administracyjnie do województwa olsztyńskiego (tzw. dużego), a w latach 1975–1998 do województwa olsztyńskiego (tzw. małego).

## Demografia

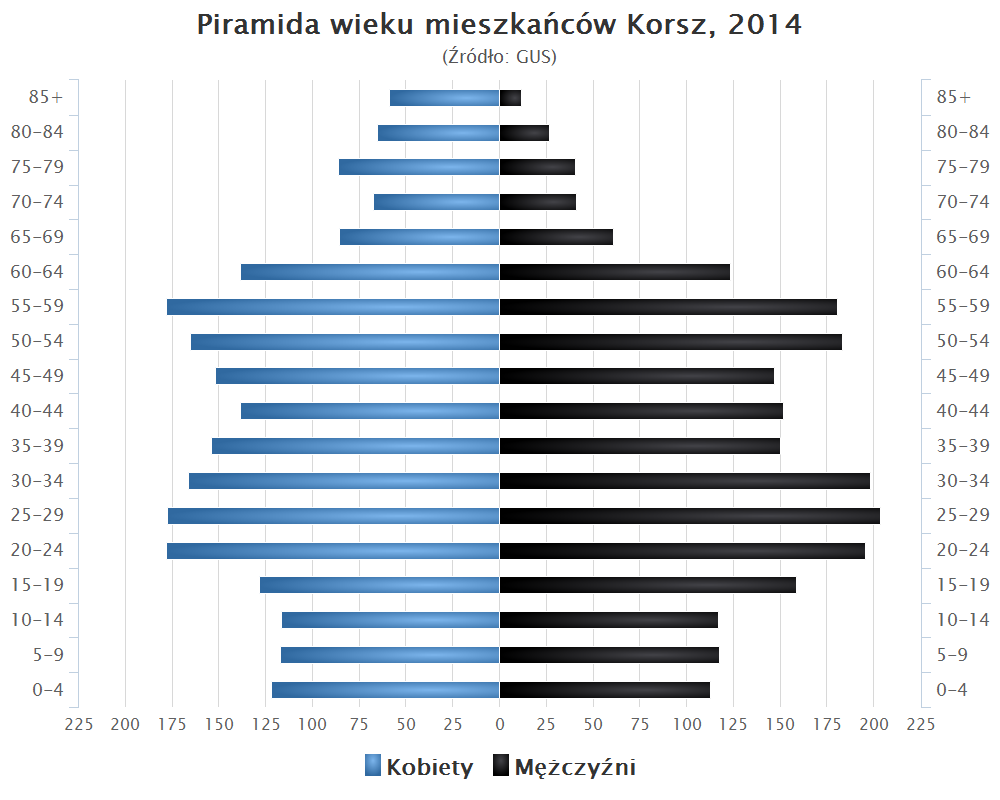
Piramida wieku mieszkańców Korsz w 2014 roku

## Zabytki
- Neogotycki kościół Podwyższenia Krzyża Świętego[7] z 1903, rozbudowany w 1958
- Dawny kościół ewangelicki (obecnie cerkiew prawosławna)[7] z 1903-1904
- wieża ciśnień z 1890[7] typu Intze
- wieża ciśnień z 1915[7] typu Klönne ze stalowym, kulistym zbiornikiem. W Polsce znajdują się jedynie trzy wieże z tego typu zbiornikiem (Dąbrówno i Runowo Pomorskie).
- wieża ciśnień z 1938[7] typu Barkhausena, położona w pobliżu dawnej lokomotywowni
- Kamienica z końca XIX w. przy ul. Mickiewicza 6, z apteką na jej parterze[7]
- Kamienica z 1908 przy ul. Mickiewicza 17, przeznaczona pierwotnie dla urzędników pocztowych[7]
- Willa doktora z 1912 przy ul. Mickiewicza 21, z dawnym ambulatorium na parterze[7]
- Siedziba Miejskiego Ośrodka Kultury przy ulicy Wolności 5A, dawny budynek socjalny (Sozial Haus) fabryki mleka skondensowanego[7]
- rzeźnia miejska wraz z budynkiem gospodarczym[7], ul. Wolności 47

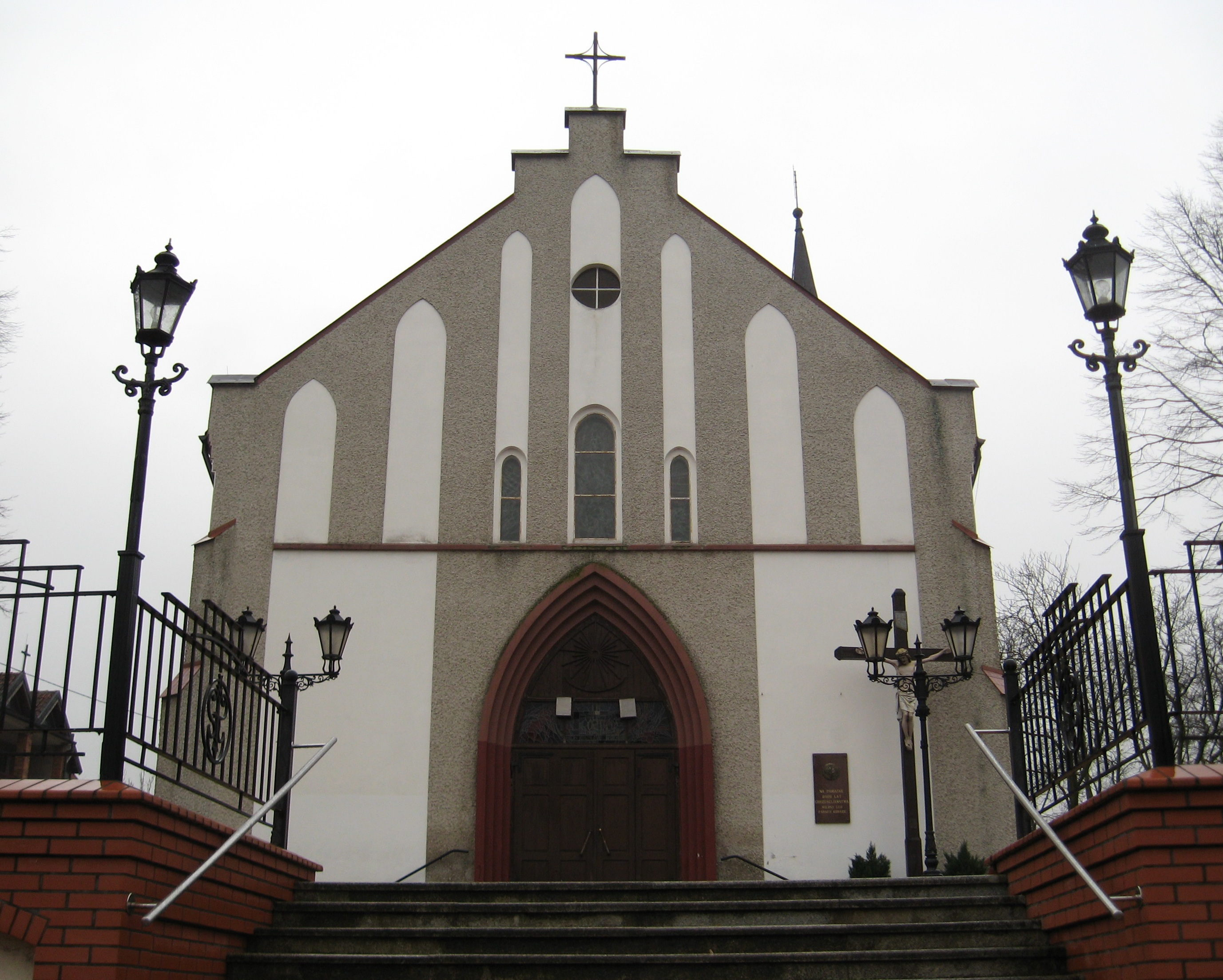
Kościół Podwyższenia Krzyża Św.
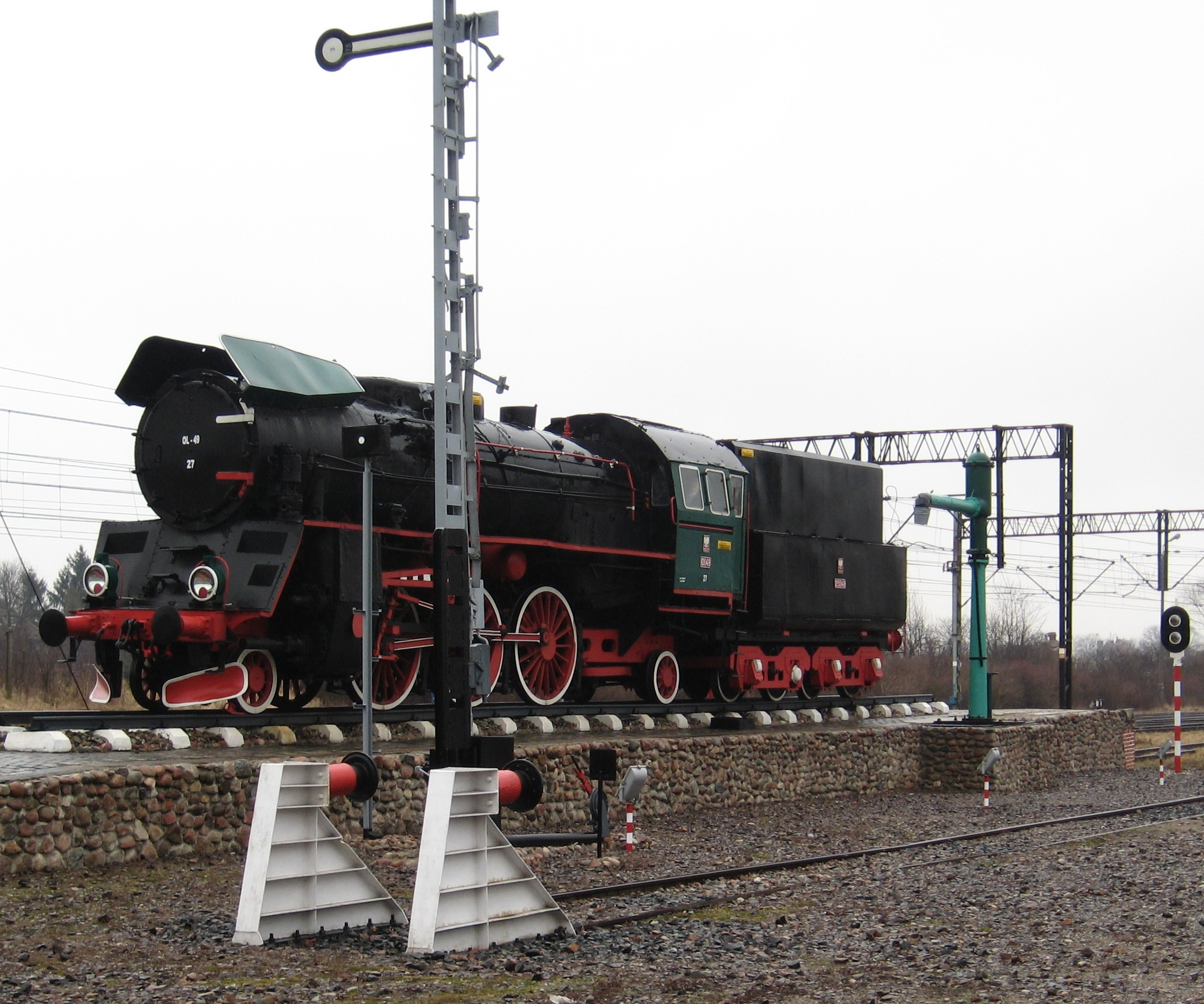
Zabytkowa lokomotywa Ol49
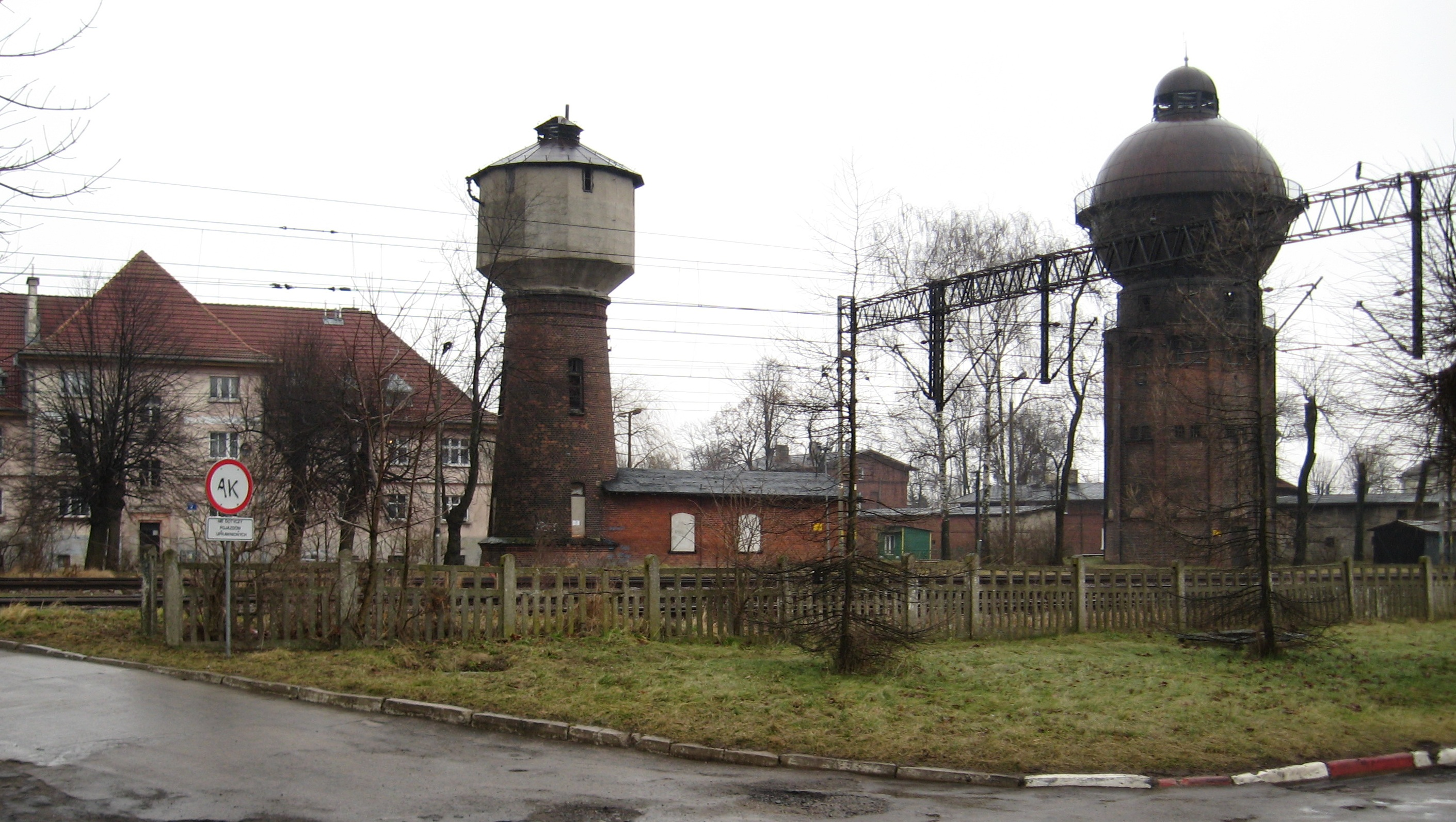
Dwie wieże ciśnień przy dworcu kolejowym
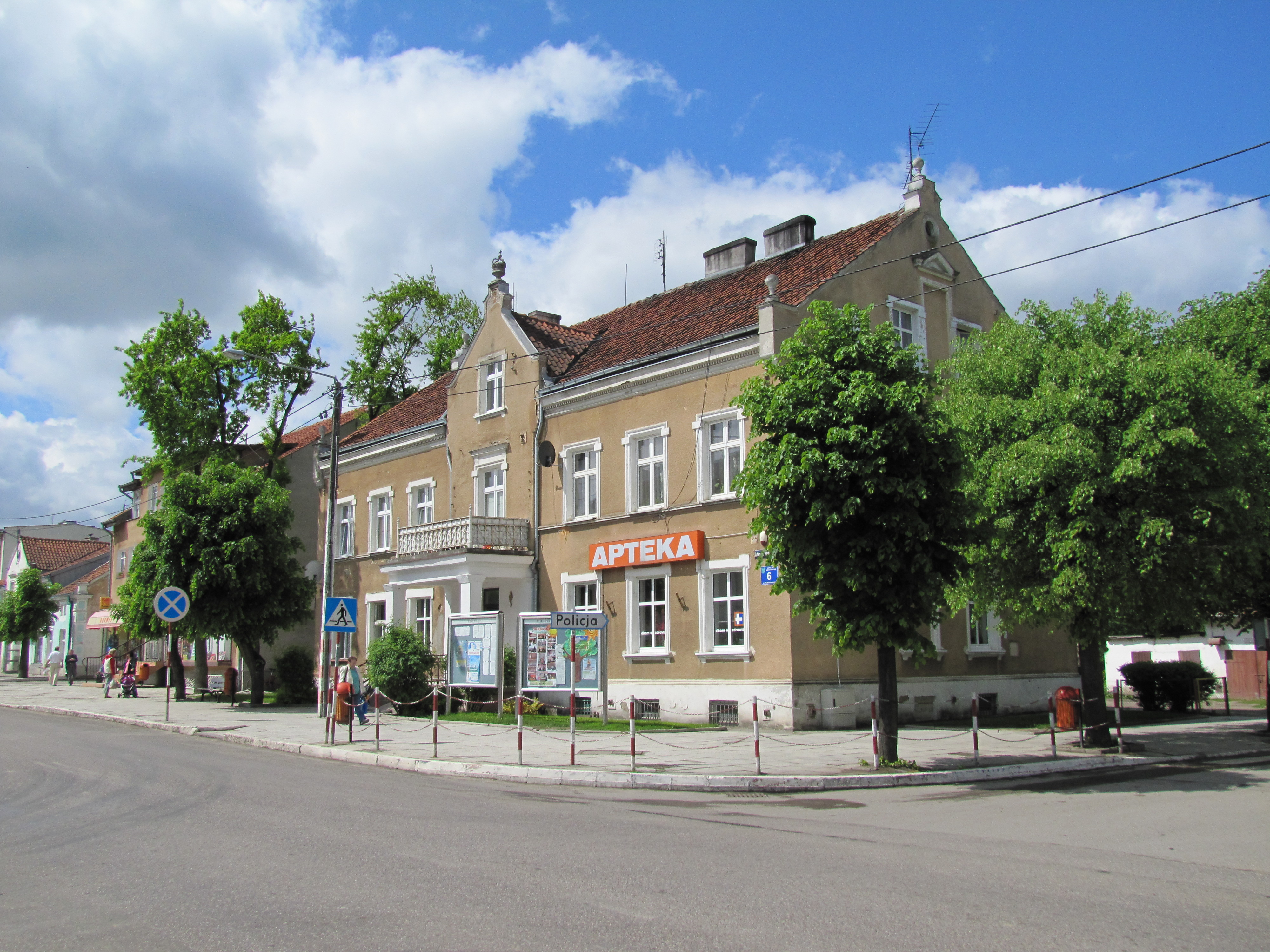
Zabytkowa kamienica z apteką
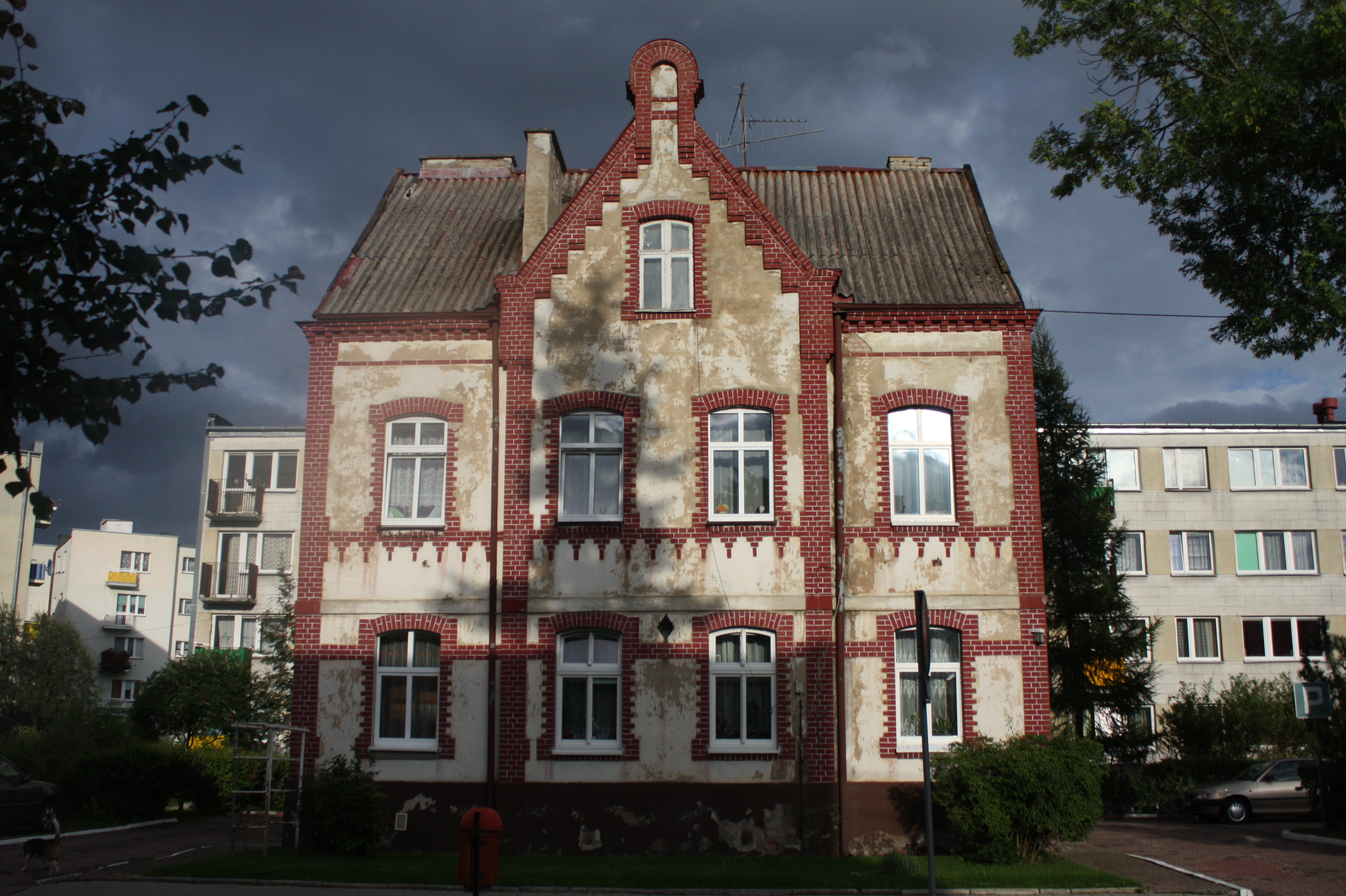
Kamienica przy ul. Mickiewicza 17
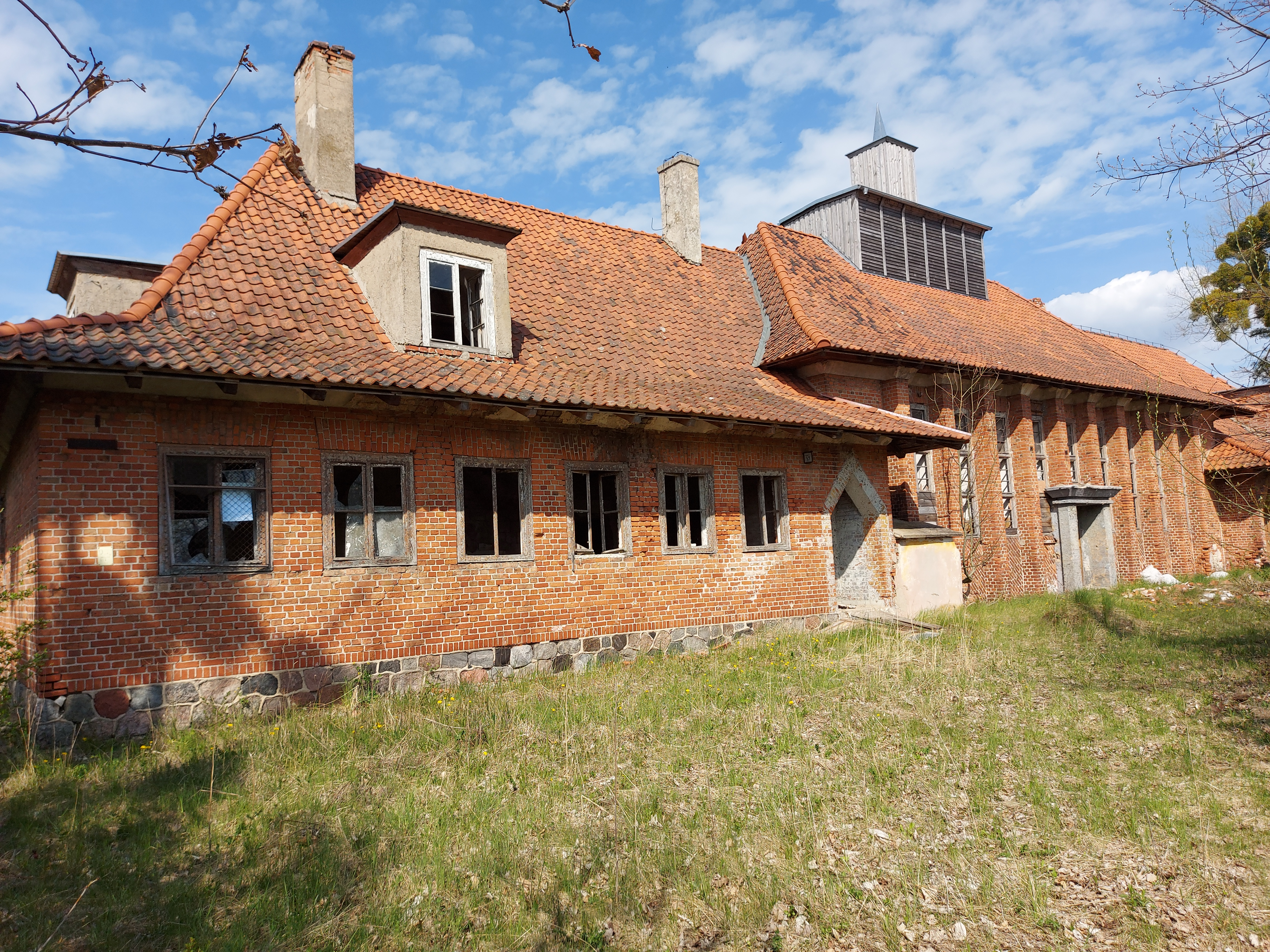
Dawna rzeźnia w Korszach

## Transport

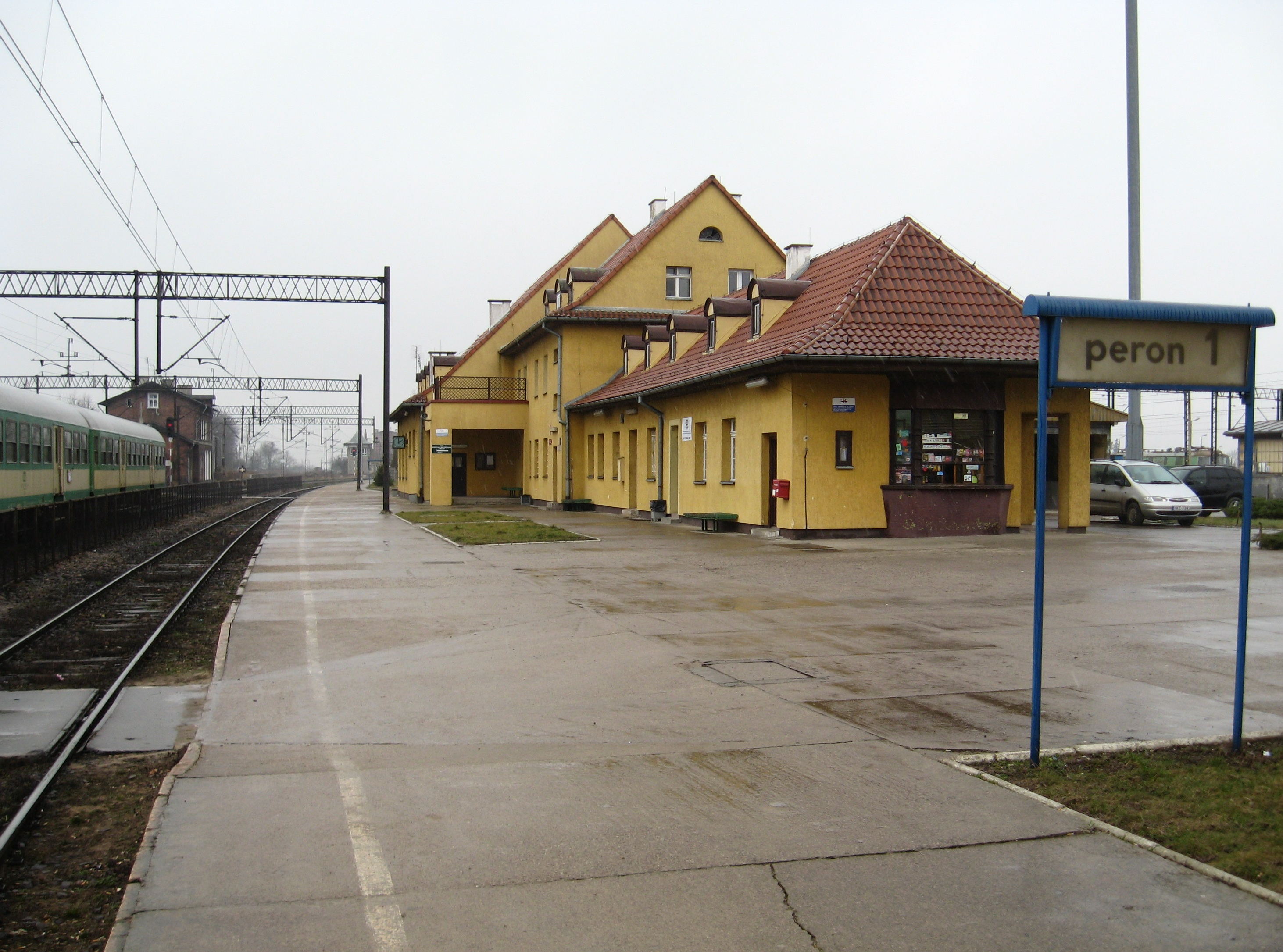
Dworzec kolejowy

W mieście znajduje się węzłowa stacja kolejowa, a miasto posiada regionalne połączenia kolejowe m.in. z Olsztynem, Ełkiem oraz krajowe m.in. z Gdańskiem, Białymstokiem i Szczecinem. Przez Korsze prowadzą linie kolejowe nr 33 Białystok – Głomno i nr 353 Poznań Wschód – Skandawa.
Przez miasto przechodzi droga wojewódzka 590 Barciany – Korsze – Reszel – Biskupiec. W granicach administracyjnych miasta są to ulice: Adama Mickiewicza i Wojska Polskiego. Drugą drogą przechodzącą przez Korsze na linii wschód-zachód jest droga powiatowa nr 1580N łącząca Studzieniec – Głowbity – Korsze – Olszynkę – Błogoszewo – Warnikajmy – Równinę Górną. W obrębie miasta są to ulice: Tadeusza Kościuszki, Szkolna, Wylotowa i Wolności.
Ponadto od 2015 roku przez miasto przebiega jedna z odnóg szlaku rowerowego Green Velo, kończąca się miejscem obsługi rowerzystów (MOR) przy ul. Wojska Polskiego, w bliskiej odległości do dworca kolejowego i zabytkowej lokomotywy.

## Kościoły i wyznania

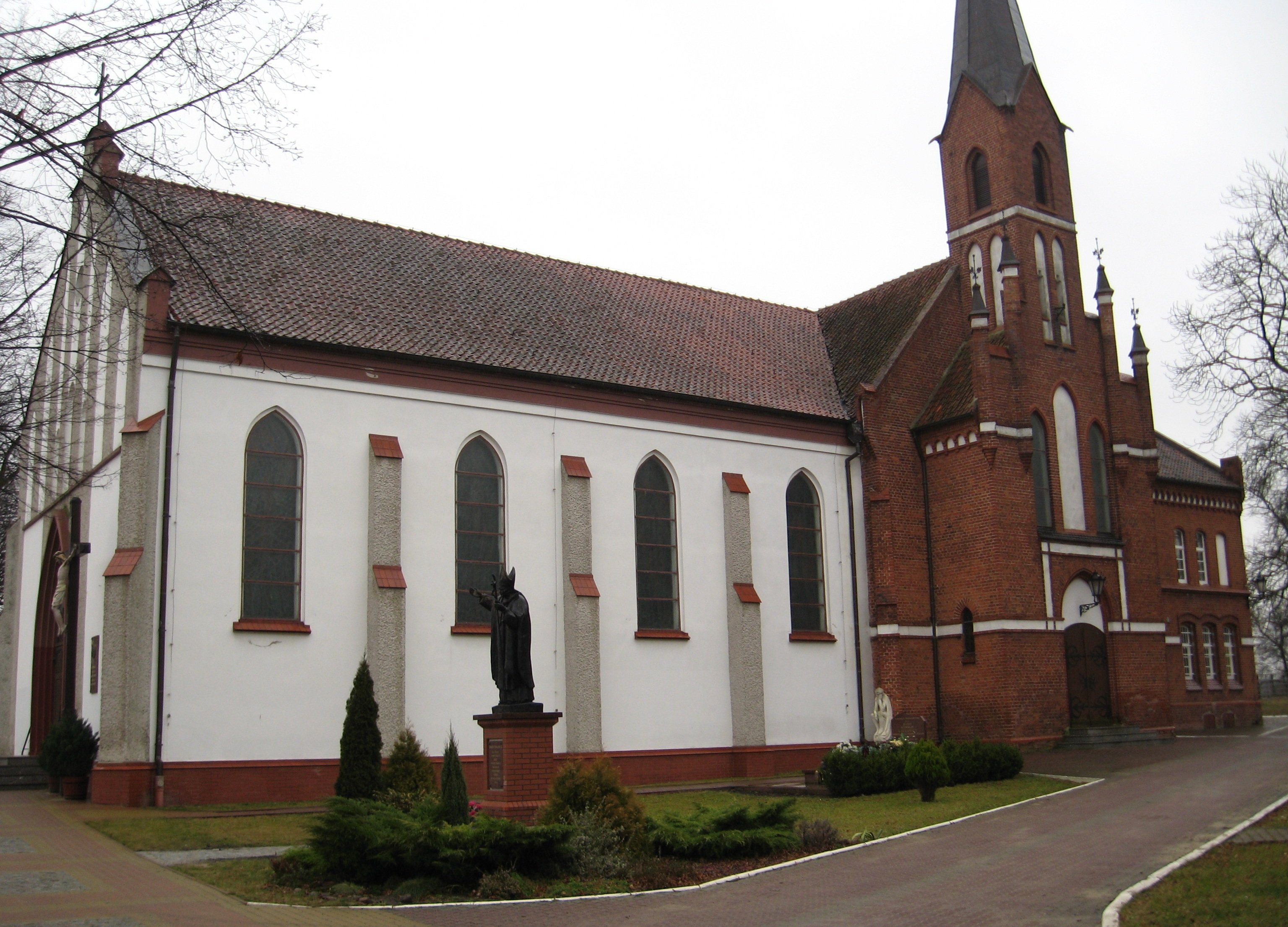
Kościół rzymskokatolicki pw. Podwyższenia Krzyża Świętego

Korsze po reformacji ewangelickiej jako wieś należały do parafii w Sątocznie. W drugiej połowie XIX wieku katolicy w Korszach korzystali z posługi kapłanów w Reszlu, a nabożeństwa odprawiano w aptece. W 1898 katolicy zakupili trzy morgi ziemi pod budowę kościoła. Budowę świątyni opóźniały władze rejencji. Kościół wybudowany został w 1903 i w tym samym roku w dniu 10 grudnia został wyświęcony i otrzymał wezwanie Podwyższenia Krzyża Świętego. Świątynia ta od 1910 obsługiwała już samodzielną parafię. Kościół rozbudowano w 1958. W ślad za katolikami z budową własnej świątyni pośpieszyli ewangelicy. W dniu 17 lipca 1904 odbyło się uroczyste otwarcie ewangelickiego zboru, który początkowo był kościołem filialnym parafii w Sątocznie. Samodzielna parafia ewangelicka w Korszach powstała w 1927.

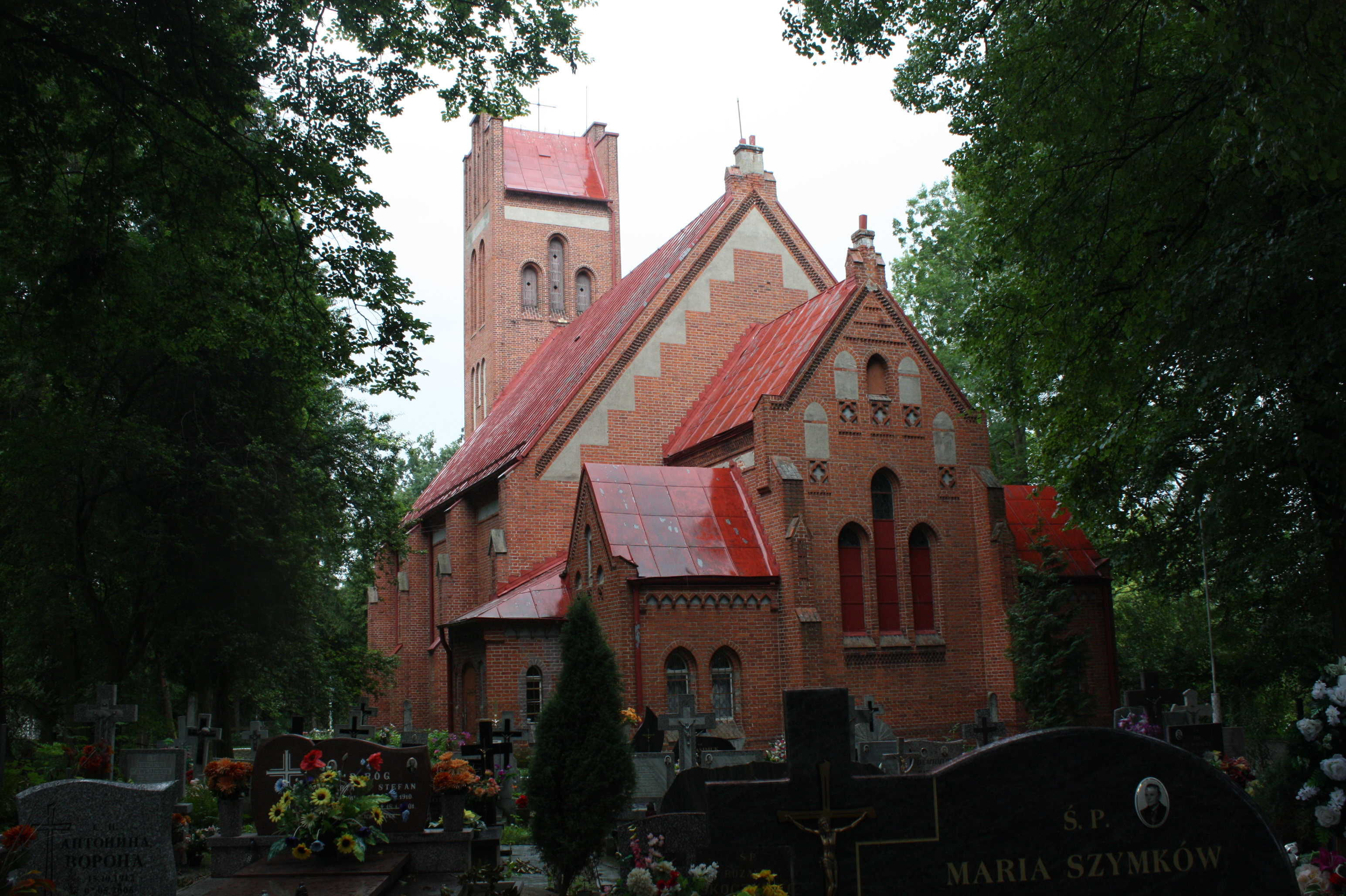
Cerkiew Świętych Apostołów Piotra i Pawła, dawny kościół ewangelicki z 1903-1904

Po osiedleniu w Korszach ludności ukraińskiej, przymusowo usuniętej z południowo-wschodniej części kraju, do Korsz trafiła grupa przesiedleńców wyznania greckokatolickiego. Z powodu działań władz państwowych pozbawieni byli możliwości uczestniczenia w nabożeństwach sprawowanych w rodzimym obrządku. Wobec bezskutecznych starań o umożliwienie odprawiania nabożeństw greckokatolickich w którymś z kościołów katolickich Reszla lub okolic część miejscowych Ukraińców zwróciła się do Polskiego Autokefalicznego Kościoła Prawosławnego z prośbą o objęcie ich opieką duszpasterską i założenie parafii. W 1963 utworzono parafię prawosławną z siedzibą w Sątopach Samulewie, przeniesioną w 1966 do Korsz. W 1968 dawny kościół ewangelicki w Korszach stał się własnością prawosławnej Parafii Świętych Apostołów Piotra i Pawła.

## Sport

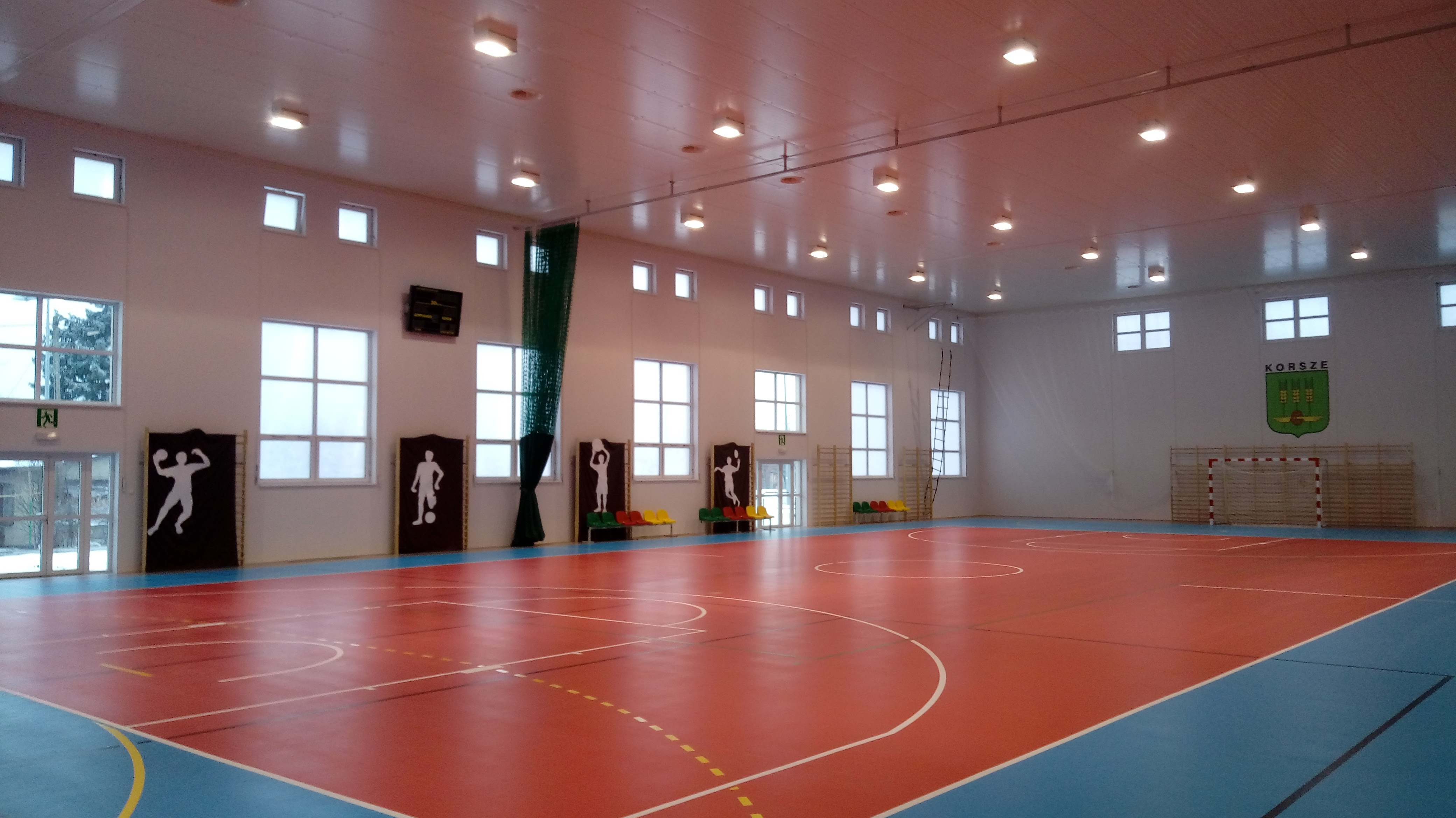
Hala widowiskowo-sportowa w Korszach

### Kluby i organizacje sportowe
W mieście działa klub piłkarski Miejski Klub Sportowy w Korszach, założony w czerwcu 1983 pod nazwą Międzyzakładowego Ludowego Klubu Sportowego w Korszach. W sezonie 2009/2010 klub wywalczył awans do III ligi (grupa: podlasko-warmińsko-mazurska) oraz zwyciężył po raz pierwszy w historii klubu w Warmińsko-Mazurskim Pucharze Polski. W III lidze MKS Korsze grał do końca sezonu 2015/16 tj. do reorganizacji rozgrywek III ligi piłki nożnej w Polsce. Od następnego sezonu do końca sezonu 2021/22 klub grał w IV lidze (w grupie warmińsko-mazurskiej). W czerwcu 2022 r. MKS spadł do klasy okręgowej.

### Infrastruktura sportowa
- hala widowiskowo-sportowa w Korszach, zlokalizowana przy ul. T. Kościuszki 12, połączona łącznikiem z budynkiem Szkoły Podstawowej w Korszach
- kompleks boisk sportowych „Orlik”, położony także przy ul. T. Kościuszki 12 (dojazd od strony ul. E. Orzeszkowej)
- stadion miejski w Korszach wraz z budynkiem socjalno-administracyjnym, przy ul. Wojska Polskiego 39
- siłownia plenerowa, położona przy ul. A. Mickiewicza pomiędzy posesjami nr 21 i 25.

## Miasta partnerskie
- Ejszyszki od 26 września 2007
- Od 20 czerwca 2009 miastem partnerskim Korsz był ukraiński Młynów, jednak podpisana na 5 lat umowa wygasła.
- Do kwietnia 2022 roku miastami partnerskimi Korsz były także rosyjskie miejscowości z obwodu królewieckiego: Prawdinsk, Bagrationowsk i Dołgorukowo. Współpracę zerwano 26 kwietnia 2022 roku, w związku z rosyjską napaścią na Ukrainę[11].
- Pierwszym miastem partnerskim Korsz po 1989 r. było litewskie miasto Kiejdany, z którym współpraca partnerska była prowadzona w kadencji 1990-1994.